# 구룡역 (서울)
구룡역(九龍驛, Guryong station)은 서울특별시 강남구 개포동에 있는 수도권 전철 수인·분당선의 지하철역이다. 양재천 하저터널로 도곡역과 연결된다.

## 역사
1983년 10월 4일 서울특별시는 양재역까지 개통될 서울 지하철 3호선을 개포동을 동서로 가로질러 수서동까지 연장하기로 계획하였고, 같은 해 11월에 이를 고시하였다. 1989년 3호선 연장 구간의 착공에 착수할 당시, 대치동 주민들은 노태우 당시 대통령이 민주정의당 후보로 출마했던 1987년 선거에서 발표한 3호선의 대치동 경유 공약을 지키라고 요구하면서 노선의 변경을 요구하였다.
결국 1989년 5월 20일에 3호선을 현재의 노선대로 대치동을 경유한 뒤 수서동까지 탄천변을 따라 직선으로 잇기로 확정하고, 분당선이 개포동을 지나도록 하였다. 개포동 주민들은 집단으로 반발하였으나, 8월 26일에 변경된 계획에서는 3호선이 일원동을 추가 경유하도록만 바뀌었다. 다만, 분당선 선릉-수서 간 역의 개수와 위치는 확정하지 않았으며, 분당선과 3호선은 도곡동, 대치동과 일원동 사이, 수서동에서 세 번 만나게 되었다.
1995년 12월 28일 서울특별시는 도곡-수서 사이에 구룡역(개포고역)과 대모산입구역(개포역)을 신설하기로 밝혔다. 1996년 11월 28일 강남구청은 '개포1역'(구룡역), '개포2역'(개포동역), '개포3역'(대모산입구역, 1995년의 개포역이 옮김)을 신설하기로 발표하였고, 1997년 3월 철도청이 이 계획을 받아들여 '개포고역' 대신 '개포1역'과 '개포2역'을 신설하기로 정하였다.
이후 철도청(현 한국철도공사)은 막대한 적자 예상 및 재원 확보 문제를 이유로 '개포1역' 신설을 반려하였으나, 개포동 주민들의 민원으로 역 신설이 다시 확정되었다. 2003년 9월 3일에 수서-선릉 구간이 개통하였으나, 공사비를 둘러싼 철도청과 서울특별시 간의 갈등, 계속되는 공사 지연으로 인하여 구룡역만 1년 뒤인 2004년 9월 24일에야 개통되었다. 그러나 지역 주민의 핌피(PIMFY) 때문에 세워졌음에도 불구하고 구룡역은 이용객이 적어, 개포동 구간의 표정 속도를 수서역과 보정역 사이의 구간(39.5km/h)에 비하여 약 6km/h가 낮은 33.0km/h로 만들어 광역 철도로서의 경쟁력을 훼손하고 있다. 또한 공사비만 630억 원이 투입된 사실이 확인되어 예산 낭비, 행정 편의주의라는 비판을 받기도 했다.

### 연혁
- 2004년 9월 24일: 영업 개시
- 2012년 9월 18일: 왕십리 ~ 선릉 구간 개통으로 왕십리 기점 9.0km로 변경[17]
- 2013년 초: 승강장 역명판 교체
- 2017년: 스크린도어 설치

## 역 구조
2면 2선의 승강장을 가진 지하역으로, 승강장이 지하 6층에 위치하고 있다. 출구는 5개가 있는데, 지반의 표고 차이로 인하여 3호선 금호역과 비슷하게 2번 출구는 지상 야외와 계단없이 바로 통하며, 스크린도어가 설치되어 있다.

### 승강장
| ↑ 도곡   |
| \| １    |
| 개포동 ↓ |

| 1 | ● 수도권 전철 수인·분당선 | 개포동 · 서현 · 기흥 · 수원 · 인천 방면 |
| 2 | ● 수도권 전철 수인·분당선 | 선릉 · 선정릉 · 서울숲 · 청량리 방면    |

## 이용객 변동
2004년 자료는 개통일인 2004년 9월 24일부터 12월 31일까지인 99일 기준으로 환산한 것이다.
| 노선   | 노선 | 일평균 인원수 (명/일) | 일평균 인원수 (명/일) | 일평균 인원수 (명/일) | 일평균 인원수 (명/일) | 일평균 인원수 (명/일) | 일평균 인원수 (명/일) | 일평균 인원수 (명/일) | 일평균 인원수 (명/일) | 일평균 인원수 (명/일) | 일평균 인원수 (명/일) | 각주                  | 각주                  | 각주                  | 각주   |
| 노선   | 노선 | 2000년                | 2001년                | 2002년                | 2003년                | 2004년                | 2005년                | 2006년                | 2007년                | 2008년                | 2009년                | 각주                  | 각주                  | 각주                  | 각주   |
| ------ | ---- | --------------------- | --------------------- | --------------------- | --------------------- | --------------------- | --------------------- | --------------------- | --------------------- | --------------------- | --------------------- | --------------------- | --------------------- | --------------------- | ------ |
| 분당선 | 승차 | 미개통                | 미개통                | 미개통                | 미개통                | 421                   | 1,929                 | 2,012                 | 1,954                 | 1,954                 | 1,960                 | [ 18 ]                | [ 18 ]                | [ 18 ]                | [ 18 ] |
| 분당선 | 하차 | 미개통                | 미개통                | 미개통                | 미개통                | 406                   | 1,744                 | 1,759                 | 1,720                 | 1,873                 | 1,968                 | [ 18 ]                | [ 18 ]                | [ 18 ]                | [ 18 ] |
| 노선   | 노선 | 일평균 인원수 (명/일) | 일평균 인원수 (명/일) | 일평균 인원수 (명/일) | 일평균 인원수 (명/일) | 일평균 인원수 (명/일) | 일평균 인원수 (명/일) | 일평균 인원수 (명/일) | 일평균 인원수 (명/일) | 일평균 인원수 (명/일) | 일평균 인원수 (명/일) | 일평균 인원수 (명/일) | 일평균 인원수 (명/일) | 일평균 인원수 (명/일) | 각주   |
| 노선   | 노선 | 2010년                | 2011년                | 2012년                | 2013년                | 2014년                | 2015년                | 2016년                | 2017년                | 2018년                | 2019년                | 2020년                | 2021년                | 2022년                | 각주   |
| 분당선 | 승차 | 1,863                 | 1,764                 | 1,776                 | 2,119                 | 2,103                 | 2,151                 | 2,098                 | 2,168                 | 1,960                 | 1,748                 | 1,258                 | 5,333                 | 1,979                 | [ 18 ] |
| 분당선 | 하차 | 1,825                 | 1,750                 | 1,762                 | 2,107                 | 2,126                 | 2,141                 | 2,027                 | 2,080                 | 1,887                 | 1,694                 | 1,236                 | 5,397                 | 1,888                 | [ 18 ] |

## 인접한 역
| 분당선                | 분당선                                     | 분당선                          |
| --------------------- | ------------------------------------------ | ------------------------------- |
| K217 도곡 청량리 방면 | ● 수도권 전철 수인·분당선 완행 분당선 급행 | K219 개포동 고색 방면 인천 방면 |

## 역 주변
- 구룡산
- 양재천
- 서울개일초등학교
- 구룡중학교
- 수도전기공업고등학교
- 한국외국인학교
- 개포고등학교
- 개포1동 행정복지센터
- 서울개원초등학교